# 伊斯梅尔·哈提卜
伊斯梅尔·哈提卜（波斯語：‎，1961年—）是伊朗神职人员和政治家，自2021年8月以来一直担任情报与国家安全部部长。他是第八位担任该职务的官员。

## 早年生活和教育
哈提卜1961年出生于南呼罗珊省加延。他在库姆学习伊斯兰法学。他是阿里·哈梅内伊、穆罕默德·法泽尔·兰卡拉尼、纳赛尔·马卡里姆·设拉子和穆杰塔巴·德黑兰尼等领导人的学生。

## 职业
哈提卜的称号为霍賈特伊斯蘭，意思是“伊斯兰教的证明”。哈提卜之前的职位包括司法机构信息保护中心负责人和阿斯坦圣城拉扎维安全负责人。他还曾在伊朗最高领袖阿里·哈梅内伊办公室、伊斯兰革命卫队的情报部门以及情报与国家安全部工作。
1985年，哈提卜被伊斯兰革命卫队第一任总司令穆赫辛·雷扎伊分配到伊斯兰革命卫队情报部门。哈提卜一直任职到1991年。1999年，他被任命为该部库姆地区分支机构负责人。2010年，哈提卜被任命为最高领袖办公室首席典狱长。
哈提卜被提名为伊朗总统易卜拉欣·莱西内阁的情报部长，接替马哈茂德·阿拉维，并于2021年8月25日获得议会确认。他获得了222票赞成。
哈提卜是阿里·哈梅内伊的亲密盟友之一，也是鲁霍拉·穆萨维·霍梅尼的支持者。他与伊朗其他重要的宗教人物有着密切的联系，其中大多数是他的老师。